# 潭头乡 (永丰县)
潭头乡，是中华人民共和国江西省吉安市永丰县下辖的一个乡镇级行政单位。

## 行政区划
潭头乡下辖以下地区：
潭头村、下固村、杨梅江村、官田村、罗星村、神口村、卧龙村和石陂村。